# Омельченко, Виталий Петрович
Виталий Петрович Омельченко (род. 29 апреля 1948 года, село Кагальник, Азовский район, Ростовская область) ― учёный, доктор биологических наук, профессор.

## Биография
Виталий Петрович родился 29 апреля 1948 года в селе Кагальник Азовского района Ростовской области. В 1966 году окончил Азовскую среднюю школу № 11 с медалью и поступил в Таганрогский радиотехнический институт.
В 1971 году Виталий Петрович Омельченко окончил с отличием Таганрогский радиотехнический институт и поступает на работу в Ростовский государственный медицинский университет. С 1971 по 1978 годы Омельченко В. П. работал младшим научным сотрудником кафедры фармакологии, инженером отдела вычислительной техники и медицинской кибернетики. В 1978 году Виталия Петровича приглашают на преподавательскую работу на кафедру физики в Ростовский государственный медицинский университет, он прошёл путь от старшего преподавателя до заведующего кафедрой (1988). С 1985 года работал доцентом кафедры медицинской и биологической физики.
В 1975 году Виталий Петрович защитил кандидатскую диссертацию по теме «Стохастический анализ электрограмм мозга с помощью ЭВМ в условиях действия психотропных средств». В 1990 году защитил докторскую диссертацию на тему «Компьютерный анализ биопотенциалов мозга как основа оценки и фармакологической коррекции психопатологических состояний» и стал доктором биологических наук по специальности «Управление в медицинских и биологических системах». В 1985 году ему было присвоено учёное звание доцента по кафедре медицинской и биологической физики. В 1991 году В. П. Омельченко утверждён в учёном звание профессора.
Омельченко В. П. научные интересы связаны с разработкой ультразвуковой диагностической аппаратуры и компьютерным анализом биоэлектрических сигналов. Автор более 220 печатных работ в международной, центральной и местной печати, является также автором около 20 учебников и учебных пособий для студентов и абитуриентов медицинских вузов, в том числе 10 с грифами Минздрава и Минобразования РФ. Виталий Петрович готовит будущих инженеров по разработке и эксплуатации медицинской аппаратуры с преподавателями ТРТУ и ДГТУ.

## Научные публикации
- Омельченко В. П., Демидова А. А. Практикум по медицинской информатике / Серия «Учебники, учебные пособия». ― Ростов н/Д: «Феникс», 2001. ― 304 с.
- Практикум по общей информатике: учебное пособие / под ред. проф. В. П. Омельченко. ― Ростов н/Д: «Феникс» (1-е изд. ― 2003. — 304 с.; 2-е изд. ― 2007. ― 398 с.).
- Омельченко В. П., Курбатова Э. В. Практические занятия по высшей математике: учебное пособие. ― Ростов н/Д: «Феникс» (1-е изд. ― 2003. ― 256 с.; 2-е изд. ― 2006. ― 350 с.).
- Омельченко В. П., Курбатова Э. В. Математика: учебное пособие. ― Ростов н/Д: «Феникс» (1-е изд. ― 2005. ― 380 с.; 2-е изд. ― 2007.; 9-е изд. ― 2014. ― 380 с.).
- Омельченко В. П., Антоненко Г. В. Физика: учебное пособие. ― Ростов н/Д: «Феникс» (1-е изд. ― 2005. ― 316 с.; 2-е изд. ― 2006. ― 316 с.).
- Омельченко В. П., Демидова А. А. Математика. Компьютерные технологии в медицине: учебник. ― Ростов н/Д: «Феникс», 2008. ― 588 с.[3]

## Достижения
- Доктор биологических наук;
- Профессор (1991);
- Медаль ВДНХ (1985);